# Videojoc de rol tàctic
Un videojoc de rol tàctic (abreviat en anglès per les sigles TRPG; a vegades es refereix a un videojoc de rol i estratègia o SRPG) és un gènere de videojoc que incorpora elements de jugabilitat dels videojocs de rol (tant d'ordinador com de videoconsola), i els jocs de guerra tàctics (per exemple els de taula). Es diferència d'un videojoc d'estratègia perquè les unitats són desenvolupats de manera individual i hi ha una progressió en una història. Al Japó aquests videojocs són coneguts com a "RPG de simulació", una designació que pot ser peculiar pels angloparlants natius. L'ús del mot "simulació" en japonès s'utilitza quan es tracta d'un "joc de simulació d'estratègia". Els videojocs de rol tàctics són un subgènere de la tàctica per torns o tàctica en temps real, depenent si un videojoc funciona amb una jugabilitat per torns o en temps real (p.e. el Freedom Force o la saga Growlanser). També cal citar els CRPG tàctics que són els mateixos però per ordinador.

## Història
Alguns dels primers jocs de rol per ordinador utilitzen probablement una forma de combat tàctica, com alguns videojocs de la saga Ultima, Ultima III: Exodus, per citar-ne algun. Convencionalment i no obstant això, el terme RPG tàctic es refereix al subgènere que va néixer al Japó. Els orígens dels RPG tàctics són difícils de definir a l'altra banda de l'oceà Pacífic, ja que és un gènere creat al Japó.
Tots els RPG tàctics són descendents de jocs de rol de taula, com és el Chainmail, que té una part ben tàctica. Malgrat haver diversos formats dels T/CRPG es pot definir aquest tipus de RPG per la seva aparença i estructura de normes i regles.

### Generació dels 8-16 bits
S'accepta a grans trets que Nintendo va llançar i publicar el primer videojoc RPG tàctic, el Fire Emblem per la Famicom (NES), creat i desenvolupat per Intelligent Systems. Es va llançar al Japó el 1990, el Fire Emblem va ser un arquetip per aquest gènere, establint i fixant els elements de jugabilitat que encara s'usen en els CRPG tàctics d'avui en dia (encara que un gran nombre d'aquests elements eren de l'Ultima III). Combinant els conceptes bàsics dels RPG de consola com el Dragon Quest i elements simples de l'estratègia per torns, Nintendo va crear un videojoc d'èxit, que va tenir diversos episodis de continuació i versions paral·leles. Però no va ser fins anys després, amb el llançament del Fire Emblem: Rekka no Ken per la Game Boy Advance, que la saga ja no va prendre el punt de vista dels videojugadors asiàtics.
Entre algunes de les versions semblants al Dragon Quest es va crear el Langrisser per NCS/Masaya, el primer llançat per la consola Mega Drive/Sega Genesis el 1991. Es va traduir per la versió nord-americana i es va canviar de nom a Warsong. La saga Langrisser es diferencia del Fire Emblem per la seva estructura general de soldats en lloc de controlar els personatges principals. El Langrisser ha tingut diverses continuacions, de les quals cap ha estat importada a l'Amèrica del Nord.

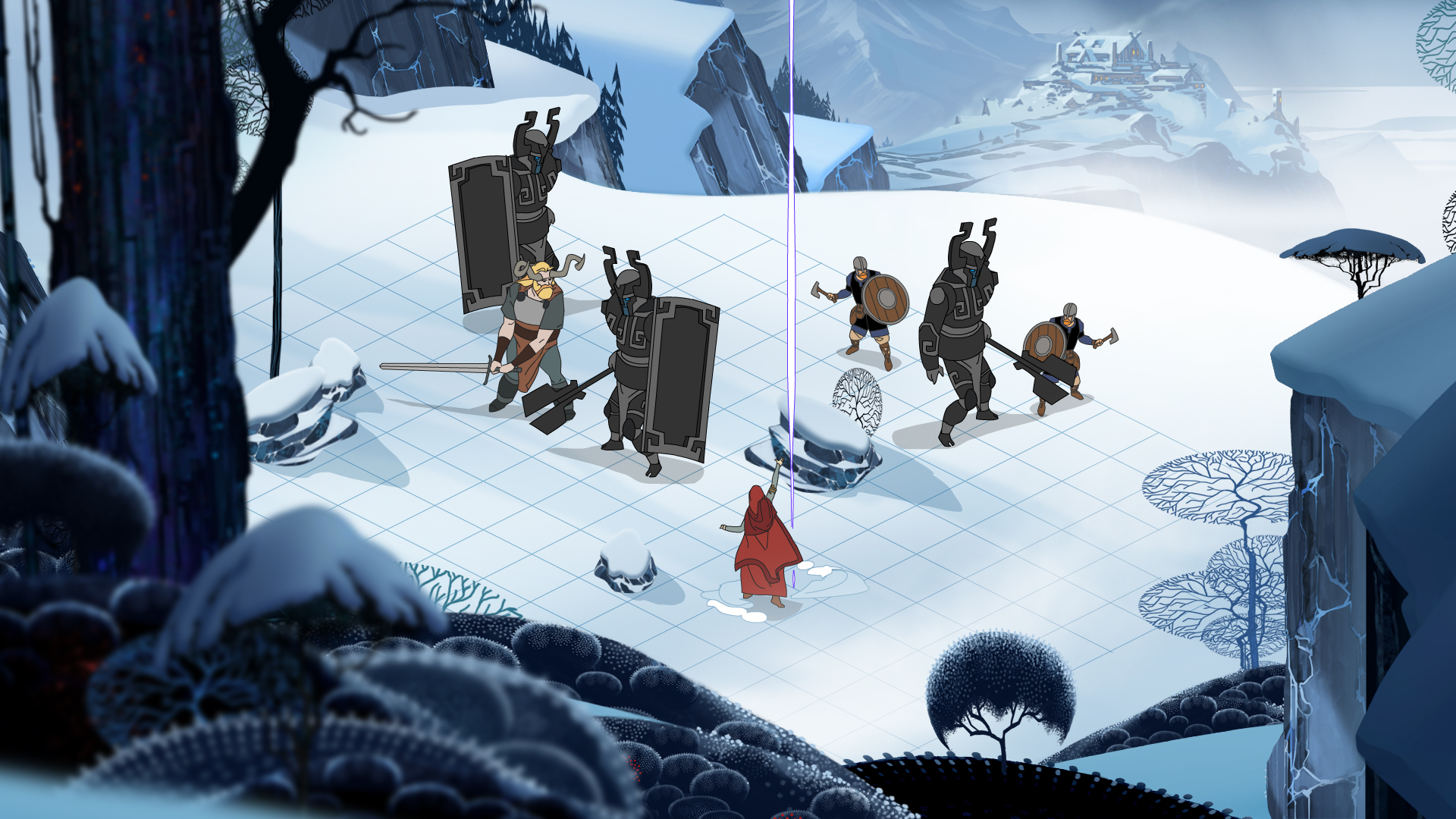
El videojoc The Banner Saga els personatges es tornen per moure's pel tauler en forma de quadrícula i atacar

Master of Monsters (MoM) va ser l'únic títol creat per SystemSoft. Mentre que el Langrisser i el Fire Emblem usaven un escenari de combat en forma de quadrícula, el MoM usava una escenari de combat més innovador. Els jugadors podien triar un de quatre Lords diferents per defensar les seves «towers» i terrenys on es podia crear un exèrcit de criatures per destruir les forces enemigues. Aquest videojoc va tenir una continuació per la PlayStation que s'anomenava Master of Monsters: Disciples of Gaia, que va tenir èxit en l'intent promocional però va fracassar perquè tenia poca o baixa jugabilitat.
El primer videojoc que va tenir molt d'èxit i més vida comercial va ser la saga Super Robot Wars per la Game Boy a partir del 1991, i és un altre exemple clar dels inicis del gènere.
Un dels videojocs RPG tàctics dels inicis del gènere, i que va tenir èxit, va ser el Shining Force de Sega per la Sega Genesis, que va ser llançat el 1992. El Shining Force usava més els elements RPG dels videojocs de consola que els altres videojocs inicials, permetent caminar pels pobles i parlar amb persones i comprar armes. El Shining Force va ser el primer videojoc dels continents occidentals del gènere.
Un altre videojoc llançat només al Japó per la SNES, el Bahamut Lagoon, va iniciar l'empresa Squaresoft (ara Square Enix) per la línia famosa dels RPG tàctics.
A l'Amèrica del Nord es van llançar quatre videojocs de la saga Ogre Battle: Ogre Battle: March of the Black Queen va ser llançat per la Super Nintendo Entertainment System i és més que un videojoc d'estratègia en temps real, en el qual el jugador juga amb personatges a l'estil dels videojocs de rol per ordinador, ja que es mouen per un mapa virtual en temps real. Quan dos personatges es troben, inicien un combat que es juga amb una mínima interacció del jugador. Més tard, es va publicar el Tactics Ogre, que en un principi era un videojoc de la Super Famicom que no es va llançar a fora del Japó. Va ser tornar ha crear el mateix videojoc però per la Sony PlayStation, amb el títol d'Ogre Battle: March of the Black Queen. Els dos re-llançaments per la PlayStation van ser comercialitzats a l'Amèrica del Nord per Atlus, com també l'Ogre Battle 64: Person of Lordly Caliber per la Nintendo 64.
El Tactics Ogre va ser el que va tenir alguna mena d'influència en els RPG tàctics que els videojugadors reconeixen avui en dia com a Final Fantasy Tactics i Disgaea: Hour of Darkness. Va ser el primer videojoc a haver el mot anglès "Tactics" al títol, un mot que els jugadors distingeixen de quin gènere es tracta. No només els jugadors eren moguts en una mena de 'grid' individualment, però com que la vista era isomètrica i l'ordre de combat estava calculat per cada personatge individualment. Tot i que aquest videojoc defineix el gènere per diverses raos, els videojugadors americans no ho consideraven així, ja que va ser llançat al mercat americà fora de la data indicada. En el Final Fantasy Tactics Advance s'havien requerit la presència de membres de l'equip del Tactics Ogre i també alguns elements de jugabilitat. També es va llançar una continuació del Tactics Ogre, el Tactics Ogre: The Knight of Lodis que va ser llançat per la Game Boy Advance.

### Generació de 32 bits o modern

Phantom Brave, seqüència de batalla.

L'etapa dels 32 bits va ser influent pels RPG tàctics, com el Vandal Hearts de Konami, el Final Fantasy Tactics i el Front Mission 3 de Square i el Shining Force 3 de Sega, considerat per molts el principal videojoc del gènere.
Vandal Hearts va ser un dels primers títols per la PlayStation que va ajudar a popularitzar els RPG tàctics als EUA. Va ser llançat per Konami i hi havia un mapa isomètric en 3D que es podia fer girar pel jugador. Conseqüentment es va llançar una continuació, també per PlayStation, i Konami va anunciar un tercer títol per Nintendo DS.
Probablement, el Final Fantasy Tactics va ser un dels millors RPG tàctics exportats a l'Amèrica del Nord. Desenvolupat per antincs treballadors de Quest, l'empresa responsable de la saga Ogre Battle, va combinar diversos elements de jugabilitat de la saga Final Fantasy amb l'estil de Tactics Ogre.
En temps més propers, un gran grup de fans americans van crear el Nippon Ichi, creadors de videojoc amb èxit de PlayStation 2 com La Pucelle: Tactics, Disgaea: Hour of Darkness, Phantom Brave, Makai Kingdom i Disgaea 2. D'aquests jocs, Disgaea va ser el de més èxit fins al moment i es va llançar a l'Amèrica del Nord una segona part creada per Nippon Ichi (el primer va ser Rhapsody: A Musical Adventure, publicat per Atlus) i La Pucelle es va crear i publicar primer al Japó.
Els RPG tàctics són més famosos que mai, ja que diverses empreses del sector reconeixen la gran audiència d'aquests tipus de videojocs, particularment per Atlus i Nintendo. La Pucelle: Tactics i Disgaea: Hour of Darkness, que Atlus va fer un rellançament per la gran demanda i va ser un dels grans èxits fets per la Playstation 2.

Silent Storm per l'ordinador

### El RPG tàctic en ordinadors
Alguns videojocs del gènere per ordinador creats a continents occidentals han tirat d'aquest gènere durant anys. Les diferències que es poden veure és que hi ha una tendència als temes militars sense elements de fantasia que es poden trobar en les continuacions en les videoconsoles (i principalment del Japó). Hi ha una major complexitat i llibertat quan s'interacciona amb el que passa en el videojoc. Importants exemples del gènere es poden incloure la saga X-COM, la de Jagged Alliance i la del Silent Storm.
Fallout Tactics: Brotherhood of Steel és un videojoc derivat de la saga de CRPG de Fallout El videojoc tracta de seguir un seguit de missions, passant per llocs donant èmfasi a les tàctiques (però menys rol) que els videojocs predecessors.
The Battle for Wesnoth és un altre exemple del gènere, és de programari lliure i multiplataformes i és un RPG tàctic que és millor que en les variants de consola del seu estil.
Els jocs de guerra tàctics com la saga Steel Panthers a vegades també combina el combat militar tàctic amb el rol.
Alguns CRPG, com el Pyrrhic Tales: Prelude to Darkness i els videojocs de Gold Box de finals del '80 i principis dels '90, que han caracteritzat una forma ferma del combat tàctic. El The Temple of Elemental Evil apropa els RPG tàctics de taula com també l'edició 3.5 de Dungeons & Dragons.
Exemples dels RPG tàctics que es juguen en temps real es poden incloure el Freedom Force, Freedom Force vs. the Third Reich i Brigade E5: New Jagged Union (només en aquest últim cas el joc es pot referir al "Smart Pause").

## L'èxit
Alguns RPG tàctics poden necessitar molt de temps de pràctica i són molt difícils. Des d'ara, la majoria dels RPG tàctics són per divertir i no per altres causes secundàries. Els RPG tàctics són més famosos al Japó però no han rebut l'èxit que han tingut als Estats Units.
Cal dir que l'audiència pels RPG tàctics ha crescut progressivament durant el final de la dècada, i amb els títols de la PS1 i la PS2 incloent-hi el Suikoden Tactics, Vanguard Bandits, Disgaea: Hour of Darkness i el Stella Deus: The Gate of Eternity hi ha hagut un augment de l'èxit d'aquest subgènere, com també en els videojocs de consoles portàtils com el Final Fantasy Tactics Advance (GBA). Els videojocs de consoles japonesos com aquests no han tingut la mateixa vida comercial que a l'Amèrica del Nord, que va durar durant tota la dècada de 1990.
En els últims anys, s'ha incrementat la dificultat de crear RPG tàctics per ordinador al continent americà. Molts es creen ara a l'Europa de l'Est.